# 48774 Anngower
48774 Anngower este un asteroid din centura principală de asteroizi.

## Descriere
48774 Anngower este un asteroid din centura principală de asteroizi. A fost descoperit pe 10 august 1997 la Dominion Astrophysical Observatory de David D. Balam. Asteroidul prezintă o orbită caracterizată de o semiaxă mare de 2,57 ua, o excentricitate de 0,07 și o înclinație de 6,5° în raport cu ecliptica.